# Josef Braun (Politiker, 1892)
Josef Braun (* 11. März 1892 in Maierhof bei Stubenberg; † 6. April 1971 in Rossbach bei Stubenberg) war ein deutscher Politiker (CSU).

## Leben
Braun entstammte einem alten Bauerngeschlecht. Er besuchte die Volks- und Fortbildungsschule und war ab 1932 Landwirt in Roßbach, Gemeinde Stubenberg. Er nahm am Ersten Weltkrieg teil und war nach Entlassung wieder in der Landwirtschaft tätig.
1945 wurde Braun Mitglied der CSU und Bürgermeister der Gemeinde Stubenberg. Er war 1946 Mitglied der Verfassunggebenden Landesversammlung und danach von 1946 bis 1950 Mitglied des Bayerischen Landtags. Ferner war er Mitglied des Kreistags und des Kreisausschusses, stellvertretender Landrat und Bezirksbeirat. Von 1954 bis 1966 saß er wieder im Landtag, diesmal direkt gewählt im Stimmkreis Pfarrkirchen-Griesbach.
Bereits sein Großvater Adalbert Braun gehörte von 1893 bis 1907 der Kammer der Abgeordneten des Bayerischen Landtags an.

## Auszeichnungen
- Bayerischer Verdienstorden (1959)